# Kereslet
A kereslet fogalmán a közgazdaságtan egy vagy több jószág azon mennyiségét érti, amit az általunk vizsgált személy vagy személyek csoportja különböző árak mellett az adott jószágból (javakból) megvásárolni képes és hajlandó. Egyáltalán nem biztos azonban, hogy a kereslet megegyezik azzal a mennyiséggel, amely végül a piacon gazdára lel.
A kereslet ezen definíciójához feltételeznünk kell, hogy a vizsgált jószág vagy javak homogének, vagyis egyes egységeik minőségileg nem megkülönböztethetőek. Továbbá fel kell tennünk azt is, hogy az általunk vizsgált személy vagy személyek olyan preferenciákkal rendelkeznek az összes általuk elérhető jószágra vonatkozóan, amelyre teljesülnek a preferenciarendezés feltételei; jelen esetben ez azt jelenti, hogy bármely jószág akárhányadik egységére meg tudják mondani, hogy mi az a maximális ár, amit még éppen hajlandóak adni érte. Ezt az árat a közgazdászok rezervációs árnak nevezik.

## A kereslet fajtái
Mint már említettük, vizsgálható egy személynek vagy egy személyekből álló csoportnak a kereslete is, egy vagy több jószág vonatkozásában.

### Egyéni kereslet
Ha egyetlen személy egy jószágra vonatkozó keresletét vesszük szemügyre, akkor egyéni keresletről beszélünk. Az egyéni kereslet jelölésére általában a kis d betűt alkalmazzuk (az angol demand: kereslet szóból).

### Piaci kereslet
A piaci kereslet egy jószág piacán fellelhető potenciális vevők összes kereslete. Tulajdonképpen nem más, mint az egyéni keresletek összege. Jelölésénél leggyakrabban a nagy D betű használatos.

### Aggregált kereslet
Az aggregált kereslet egy gazdaság valamennyi szereplőjének minden elérhető jószágra vonatkozó összkereslete. Mivel több jószágra vonatkozik, ezért az ár helyett itt átlagár vagy árszínvonal, a keresett mennyiség helyett pedig a keresett javak pénzben kifejezett összértéke szerepel. A makroökonómia legfontosabb fogalmai közé tartozik, jele általában AD (angol aggregate demand).

## A keresleti függvény
A keresleti függvény vagy keresleti görbe az az összefüggés, amely minden lehetséges árhoz a hozzá tartozó keresett mennyiséget – vagyis az erre az árra jutó keresletet – rendeli. A keresleti függvény jelölése megegyezik a keresletével.
Megjegyzés: Egy jószág kereslete természetesen nemcsak az árától függ, hanem például a vizsgált személy(ek) jövedelmétől, más javak árától stb. is. Valójában tehát a keresleti függvénynek többváltozósnak kéne lennie; de az egyszerűbb ábrázolás és számolás érdekében a jószág árán kívüli más magyarázó változókat rögzítjük, azaz a valódi keresleti függvénynek egy parciális függvényével dolgozunk.

### Ábrázolása
Bár a keresleti függvény az egyes árszintekhez rendel mennyiségi értékeket, ábrázolásakor mégis az árat vesszük fel a függőleges, a mennyiséget pedig a vízszintes tengelyre, azaz valójában a keresleti függvény inverzét ábrázoljuk. Ennek alapvetően két oka van:
1. A keresleti függvény „megalkotói”, a neoklasszikus közgazdászok így rajzolták fel.
2. Közgazdasági szempontból értelmezhető az inverz keresleti függvény is: minden egyes mennyiségegységhez azt az árat rendeli, amely mellett a vizsgált személy vagy csoport még éppen hajlandó az adott jószágegységet megvásárolni. Ez definíció szerint nem más, mint a rezervációs ár.

### Alakja
A keresleti függvény negatív meredekségű, ha az általunk vizsgált jószág közönséges jószág, vagyis növelve az árat, a belőle keresett mennyiség csökken és fordítva.
Ritkábban bár, de előfordulhatnak – legalább bizonyos szakaszaikon – pozitív meredekségű keresleti görbék is, mégpedig az úgynevezett Giffen-javak esetében: ezek a javak keresletnövekedéssel reagálnak az áremelkedésre. Olyan termékek, amelyeknek az ára vásárlóik szemében a minőségüket is kifejezi (például bizonyos borok), könnyen válhatnak Giffen-jószággá.

## Az Engel-görbe
Említettük, hogy a keresleti függvény ábrázolásakor önkényesen kiválasztottunk egy keresletre ható tényezőt: a vizsgált jószág árát, a többit pedig rögzítettük. Előfordulhat azonban, hogy nem az árnak, hanem egy személy vagy csoport jövedelmének a keresletre gyakorolt hatását szeretnénk vizsgálni. Ekkor a függőleges tengelyre az ár helyett a jövedelmet vesszük fel, az ábrázolt „alakzatot” pedig Engel-görbének vagy Engel-függvénynek hívjuk. Jelölése: D(m), ahol m a jövedelem jele.
Az Engel-görbe az esetek többségében pozitív meredekségű függvény – az ilyen Engel-görbével rendelkező javakat normál javaknak nevezzük. Vagyis a jövedelem emelkedésének hatására az adott jószág kereslete is nőni fog, és fordítva.
Kivételek azonban itt is vannak: az úgynevezett inferior javak esetében a jövedelem növekedése – legalább a görbe bizonyos szakaszain – keresletcsökkenést eredményez. Inferior javak például azok a csekély minőségű, de olcsó élelmiszerek, amelyekről jövedelmünk növekedését követően lemondunk, helyettük jobb minőségű termékeket vásárolunk.
A kereslet törvénye azt mondja ki, hogy ha egy jószág normál jószág (azaz Engel-görbéje pozitív meredekségű), akkor bizonyos, hogy negatív meredekségű keresleti görbével rendelkezik, azaz közönséges jószágról van szó.
Mikroökonómiai összefüggésekkel levezethető az is továbbá, hogy a Giffen-javak mind inferior javak egyben.

## A kereslet rugalmassága
Lásd még: Rugalmasság (közgazdaságtan)
A kereslet rugalmassága azt mutatja meg, hogy 1%-kal növelve egy, a keresletre ható tényezőt (például a jószág árát vagy a jövedelmet), hány %-kal változik a kereslet.
A rugalmasságot többnyire ε-nal (epszilon), néha E-vel (az angol elasticity: rugalmasság szóból) jelöljük. Ha a keresletre ható tényező x, értéke pedig az adott helyen, ahol vizsgáljuk a rugalmasságot, x0, akkor a rugalmasság matematikailag így írható fel:
Vagyis a rugalmasság számolható a keresleti függvény x szerinti parciális deriváltjának segítségével.
Attól függően, hogy a rugalmasság számszerű értéke milyen tartományba esik, öt esetet különíthetünk el.
- Ha {\displaystyle \varepsilon =0}, akkor a kereslet tökéletesen rugalmatlan. (Ez akkor van így, ha a kereslet x szerinti függvényének, D(x)-nek az inverze egy függőleges egyenes, vagy pedig a függvény és a vízszintes tengely metszéspontjában állapítjuk meg a rugalmasságot.)
- Ha {\displaystyle 0<\vert \varepsilon \vert <1}, akkor a kereslet rugalmatlan.
- Ha {\displaystyle \vert \varepsilon \vert =1}, akkor egységnyi rugalmasságú keresletről beszélünk.
- Ha {\displaystyle \vert \varepsilon \vert >1}, akkor a kereslet rugalmas.
- Ha pedig a derivált nem létezik, ezért ε nem értelmezhető, akkor tökéletesen rugalmas a kereslet. (Ez akkor van így, ha a görbe egy vízszintes egyenes, vagy pedig a függőleges tengellyel vett metszéspontjában vizsgáljuk a rugalmasságot – matematikailag nem egészen pontosan azt szoktuk ilyenkor mondani, hogy {\displaystyle \vert \varepsilon \vert =\infty }.)

Ha a jószág ára az a tényező, amelynek keresleti hatását vizsgáljuk, akkor árrugalmasságról, ha ez a tényező a jövedelem, jövedelemrugalmasságról, ha pedig más javak ára, akkor kereszt-árrugalmasságról beszélünk.

## Kereslet és kínálat
A kereslet és a kínálat sok hasonlósággal rendelkező fogalmak. Mindkettő egy vagy több jószág mennyiségét fejezi ki az ár, illetve más tényezők függvényében. Ami egy piacon a vevők számára a kereslet, ugyanaz az eladóknak a kínálat.
Ha egy jószág kereslete és kínálata egyenlő (vagyis a keresleti és a kínálati függvény metszéspontjában vagyunk), piaci egyensúlyról beszélhetünk. Ha egy piac nincs egyensúlyban, meghatározott feltételek megléte esetén olyan piaci mechanizmusok indulnak be, amelyek az egyensúly irányába vezetnek.